# Signal Studios
Signal Studios est un studio de développement de jeux vidéo. 

## Histoire
En 2010, le studio sort Toy Soldiers, un jeu pour Xbox Live Arcade. La suite du jeu, Toy Soldiers: Cold War sort en 2011. En 2012, le studio annonce le développement d'un nouveau jeu pour Xbox 360: Ascend: New Gods.

## Jeux
| Titre                   | Date de sortie | Plates-formes                    | Notes                                                |
| ----------------------- | -------------- | -------------------------------- | ---------------------------------------------------- |
| Toy Soldiers            | 2010           | Xbox 360                         | Packs d'extensions The Kaiser's Battle et Invasion ! |
| Toy Soldiers: Cold War  | 2011           | Xbox 360                         | Packs d'extensions Evil Empire et Napalm DLC         |
| Ascend: New Gods        | 2012           | Xbox 360                         | Dévoilé à l'E3 2012                                  |
| Toy Soldiers: War Chest | 2015           | PlayStation 4, Xbox One, Windows | 1er jeu sur PS4 et 1re collaboration avec Ubisoft.   |